# Naboandelus
Naboandelus is een geslacht van wantsen uit de familie schaatsenrijders (Gerridae). Het geslacht werd voor het eerst wetenschappelijk beschreven door Distant in 1910.

## Soorten
- Naboandelus africanus Hoberlandt, 1950
- Naboandelus bandama Linnavuori, 1981
- Naboandelus bergevini Bergroth, 1911
  - Naboandelus bergevini bergevini Bergroth, 1911
  - Naboandelus bergevini bouakeanus Linnavuori, 1975
  - Naboandelus bergevini orientalis Zettel, 1996
  - Naboandelus bergevini popovi Brown, 1951[2]
  - Naboandelus bergevini pygmaeus Linnavuori, 197
- Naboandelus borneensis J. Polhemus & D. Polhemus, 1994
- Naboandelus capensis Poisson, 1956
- Naboandelus dentipes Linnavuori, 1981
- Naboandelus hynesi Poisson, 1949
- Naboandelus johorensis J. Polhemus & D. Polhemus, 1994
- Naboandelus madagascariensis Poisson, 1952
- Naboandelus monodi Poisson, 1928
- Naboandelus patrizii Mancini, 1939
  - Naboandelus patrizii danae Linnavuori, 1981
  - Naboandelus patrizii migrans Linnavuori, 1971
  - Naboandelus patrizii patrizii Mancini, 1939
- Naboandelus signatus Distant, 1910
- Naboandelus taprobanicus J. Polhemus & D. Polhemus, 1994
- Naboandelus umuahia Linnavuori, 1981
- Naboandelus wittei Poisson, 1950